# Canal de l'Aqueduc
Le canal de l'Aqueduc est un canal de l'île de Montréal reliant le fleuve Saint-Laurent à l'arrondissement du Sud-Ouest où il alimente l'usine de traitement Atwater. Le canal est situé au sud du canal de Lachine et s'étend sur 8 kilomètres en longeant le boulevard De La Vérendrye.

## Description
Le canal de l'Aqueduc débute au fleuve Saint-Laurent, entre le pont Mercier et les rapides de Lachine. L'eau qui l'alimente est captée au milieu du Saint-Laurent, à 610 mètres de la rive. Elle s'engouffre dans un bloc de béton de 66 mètres sur 12, d’où quatre conduites de 2,1 mètres de diamètre, fixées au lit du fleuve, l'achemine vers une chambre de régularisation sous la berge.
En hiver, des canalisations font circuler de l’eau chaude dans le massif de béton pour contrer l'effet du frasil. Cette eau est chauffée à 60 °C dans un réservoir au moyen de six brûleurs au gaz naturel d’une capacité de 2,9 MW. La température de l’eau captée est ainsi élevée légèrement au dessus du point de congélation.
Le canal effectue ensuite un parcours nord-est à travers les arrondissements LaSalle, Verdun et du Sud-Ouest jusqu'à une station de pompage et un réservoir souterrain (45° 28′ 14″ N, 73° 34′ 18″ O).
Le canal est d'une longueur de 8,1 kilomètres et varie en largeur de 35 et 50 mètres. Cette largeur importante permettait de fournir plus de 5000 chevaux-vapeur hydrauliques aux pompes en été avant que ces dernières ne soient entièrement électrifiées. Le canal est bordé tout au long de son parcours par de la végétation
. Une piste cyclable longe sa rive sud depuis les années 1980.

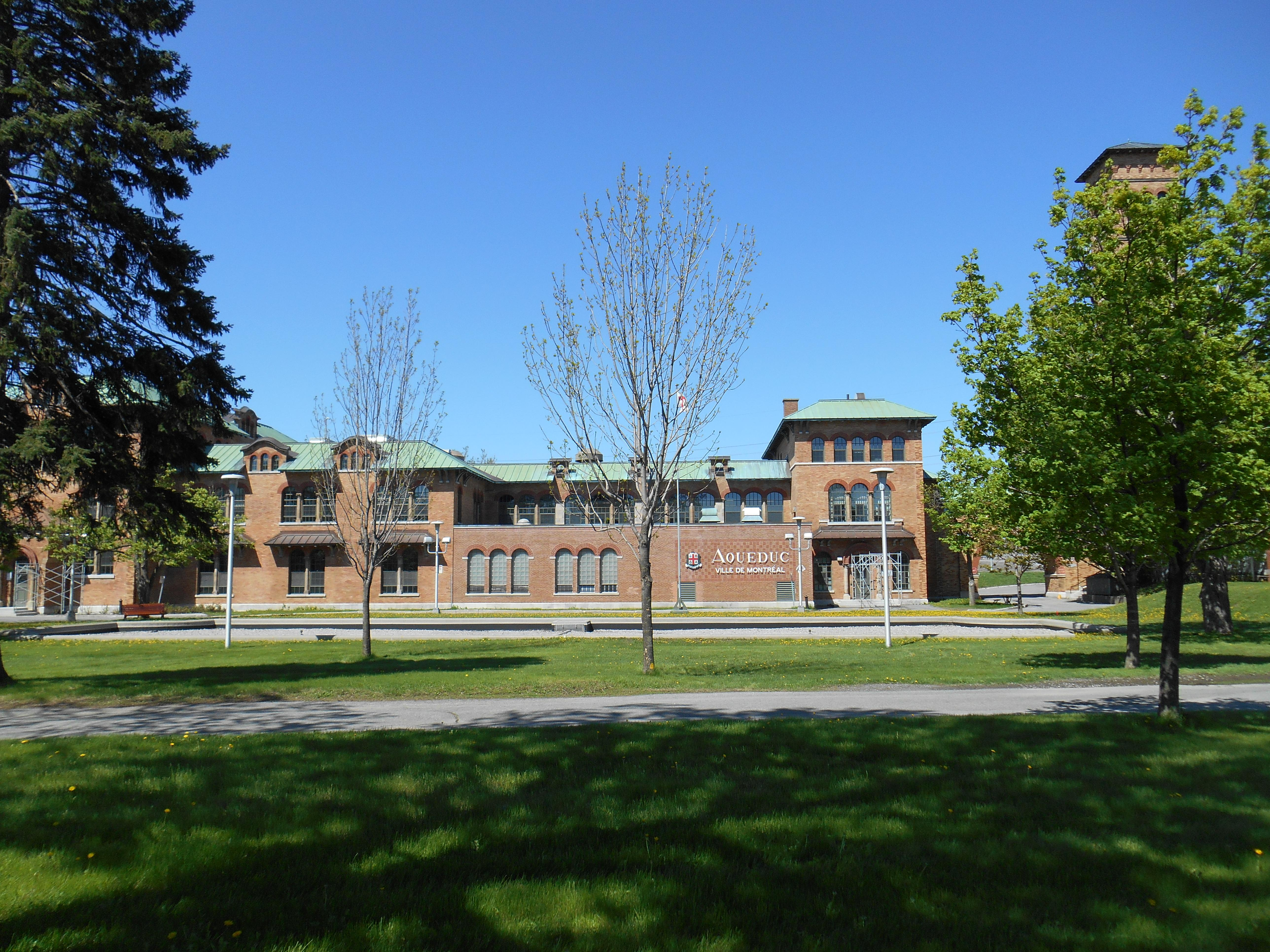
Usine de filtration Atwater
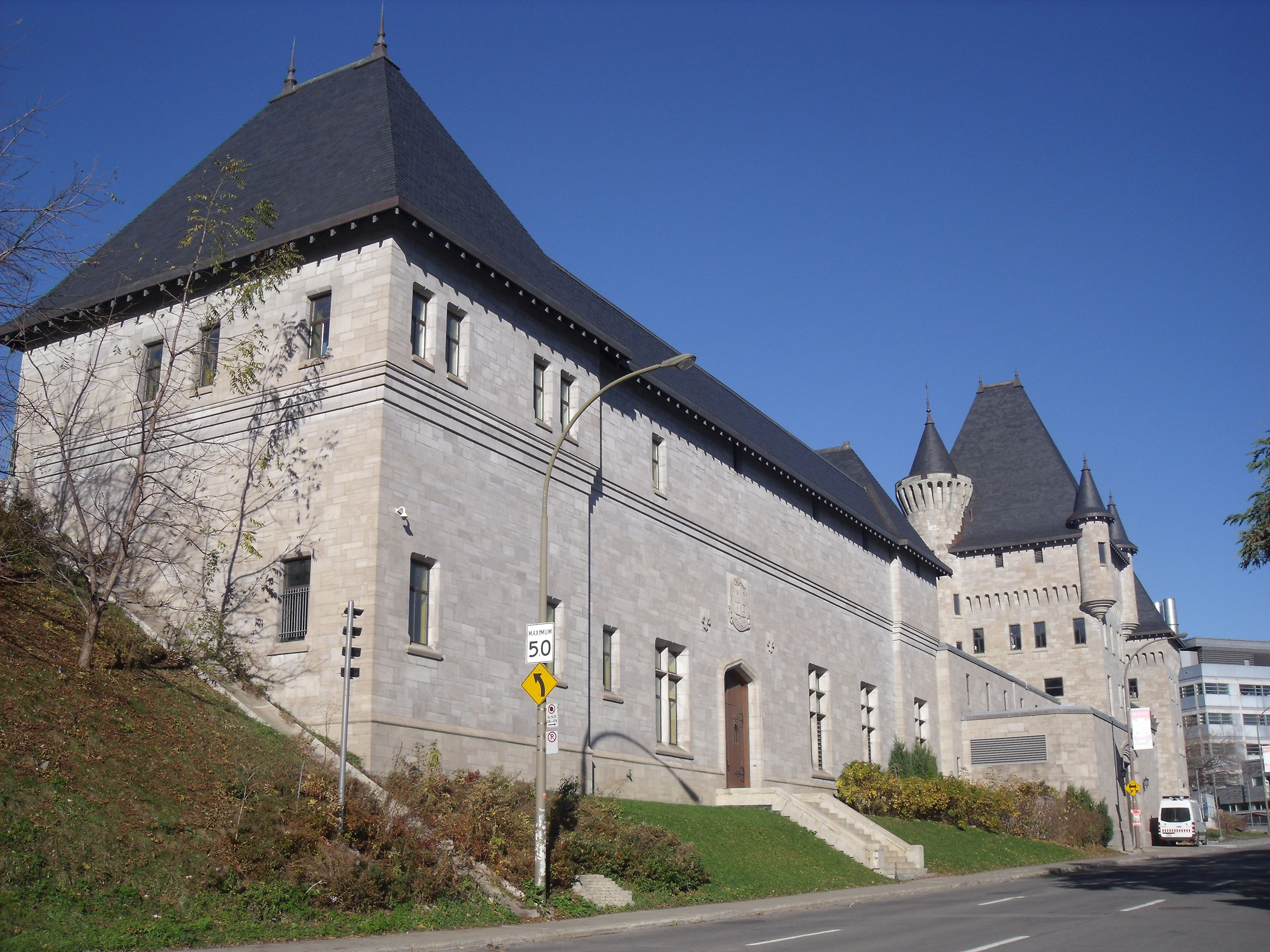
Réservoir McTavish

## Histoire
En 1801, sous l'impulsion des marchands Montréalais, dont Joseph Frobisher, apparaît la première compagnie privée de distribution d'eau potable, la Compagnie des propriétaires de l'Aqueduc de Montréal (C.P.A.M). L'eau captée d'un étang du village de la Côte-des-Neiges est amenée par gravité dans des tuyaux en bois jusqu'à des citernes au pied du Mont-Royal et de là distribuée. Un autre système tire son eau du port de Montréal mais doit être abandonné, la proximité du collecteur d’égouts William donnant un mauvais goût à l'eau.
En 1816, Thomas Porteous rachète la compagnie pour la somme de 5 000 livres (environ 745 000 dollars canadiens de 2016) et se rend à Glasgow pour y étudier le réseau de distribution d'eau. À son retour, il investit 40 000 livres (environ 6 millions de dollars de 2016) pour moderniser son système par des tuyaux de fonte de quatre pouces (10,16 cm), des réservoirs de 240 000 gallons (1 091 m³) à revêtement de plomb et des pompes à vapeur tirant l'eau du fleuve Saint-Laurent, faisant de Montréal la ville la mieux desservie d'Amérique après Philadelphie.

### Naissance du canal

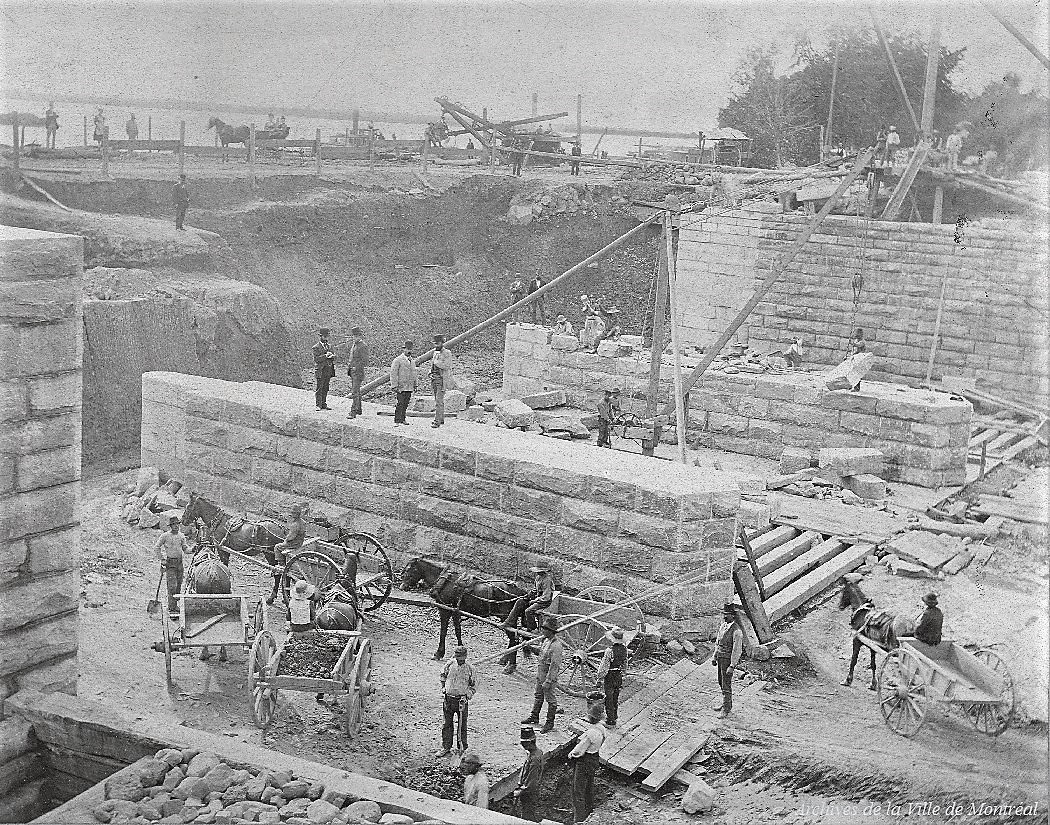
Construction de l'entrée de l'aqueduc à LaSalle, 1870

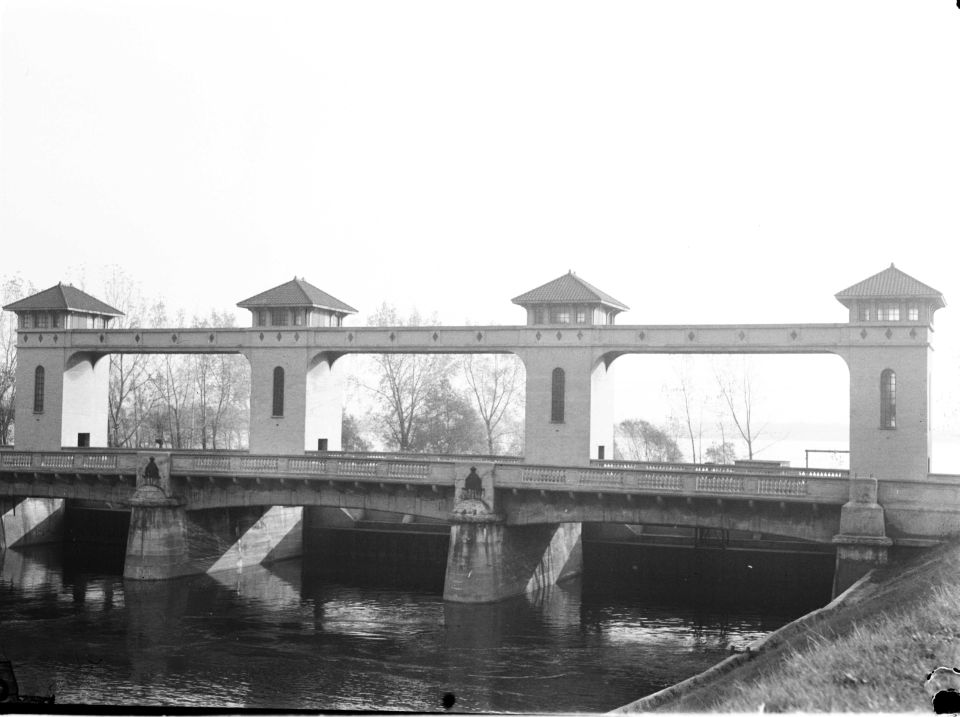
L’entrée du canal en 1947.

En 1845, la municipalité, en pleine croissance, rachète les installations de distribution d'eau de la compagnie pour en développer le réseau. Les dommages causés par deux incendies en été 1852 s'ajoutent aux pressions des assureurs pour motiver la construction d'un aqueduc. Le canal de Lachine est envisagé, mais son eau polluée est jugée trop dangereuse pour l’intégrité des tuyaux de fonte du réseau. Une commission, présidée par le conseiller municipal Edwin Atwater, décide donc la construction d'un nouveau système, tel que proposé par l'ingénieur Thomas C. Keefer.
Un canal de 8 kilomètres, dont l'embouchure est située 2,4 kilomètres en amont des rapides de Lachine, est creusé entre 1854 et 1856. Il permet de prélever l'eau du fleuve à un endroit où elle est raisonnablement propre et de l'acheminer jusqu'au Pavillon des roues, construit à l'emplacement actuel de l'usine Atwater. De là, la force hydraulique actionne deux roues reliées à six pompes qui font monter l'eau jusqu'au réservoir McTavish, au pied de la montagne, d’où elle est dispensée.

### Amélioration continue
En parallèle du développement urbain, le système d'approvisionnement en eau de Montréal est continuellement amélioré. En 1863, en remplacement de la rivière Saint-Pierre, un canal d'évacuation des eaux est creusé du Pavillon des roues jusqu'au fleuve. En 1868, des pompes à vapeur viennent suppléer les pompes hydrauliques. Le canal de l'aqueduc est élargi en 1870, puis en 1905 et encore en 1913, pour fournir toujours plus de puissance hydraulique. De nouvelles entrées d'eau sont construites en 1873 et 1877 le long de la rive.

#### Traitement de l'eau
Au début du XXe siècle, la purification de l'eau se limitant à son passage par un bassin de décantation, le taux de mortalité infantile à Montréal est parmi les plus élevés en Amérique du Nord, et les épidémies sont toujours présentes. La découvertes des micro-organismes pathogènes mène l'ingénieur en chef Georges Janin à proposer dès 1880 la construction d'une usine de traitement de l'eau. Il s'oppose donc à une proposition de longue date d'acheminer à Montréal l'eau d'une source lointaine, solution retenue alors à New York (Aqueduc de Croton) et Boston (Aqueduc Cochituate (en)). Il déclarera à ce propos : « J'ai réussi à réduire à l'état de légende les dispendieux projets d'amener l'eau des Laurentides ».
En 1909, pour diminuer la contamination de l'eau, un tunnel d’amené d’un diamètre de 2,59 mètres est construit le long de la rive nord du canal sur toute sa longueur. Dans la même volonté, la prise d'eau de la conduite est placée dans le fleuve, à 366 mètre du bord, pour limiter l’entrée de sédiments.
Après une épidémie de fièvre typhoïde en 1910, le conseil municipal décide de chlorer l'eau potable. Janin, qui a étudié les installations parisiennes, avec des ingénieurs américains ayant travaillé à New York et Chicago, apportent leur contribution à la construction entre 1911 et 1918 de l'usine de traitement actuelle, où l’eau est filtrée et désinfectée à l’hypochlorite de calcium. 
En 1923, une nouvelle station de pompage est construite au sud de l’extrémité ouest du canal. Les pompes à vapeur sont remplacées par des pompes électriques. En 1951 une nouvelle prise d’eau est implantée à 610 mètres de la rive du fleuve Saint-Laurent. 
L'usine de filtration de LaSalle, qui porte le nom de Charles-Jules Des Baillets, ingénieur en chef de la Commission de l’Aqueduc, sera construite entre 1973 et 1978.

## Passages
Le canal est traversé par un certain nombre de ponts, qui sont énumérés dans l'ordre du fleuve à la station de pompage :
- Boulevard LaSalle
- Pont Latour (avenue Dollard)
- Pont Knox (boulevard Bishop-Power/boulevard Shevchenko)
- Passerelle Lapierre (2e Avenue)
- Rue Crawford (passerelle)
- Pont Claude-Brunet (passerelle devant le parc Angrignon)
- Avenue Stephens
- Avenue Woodland
- Pont Jolicoeur (rue Jolicoeur)
- Rue Galt
- Avenue de l'Église

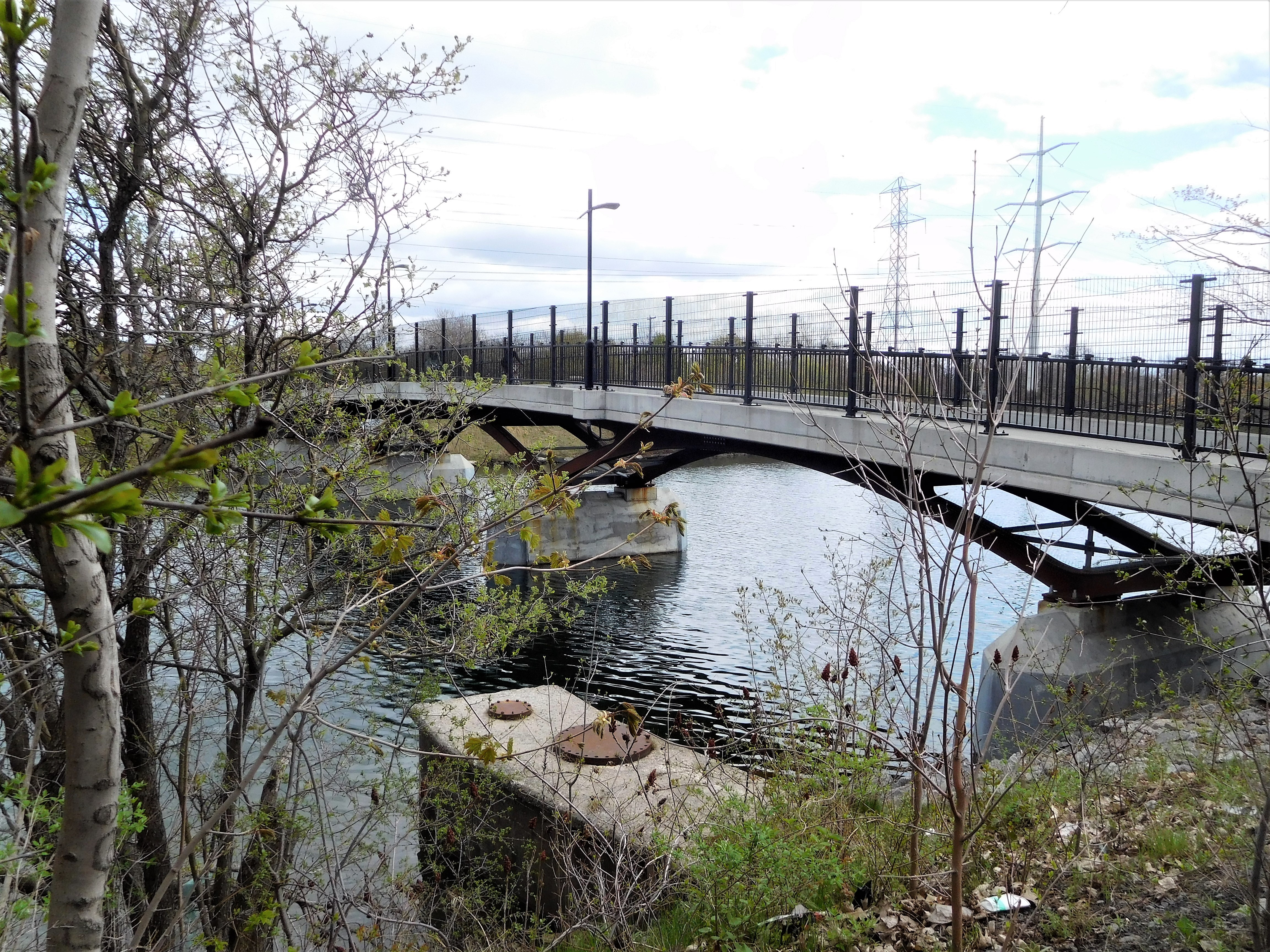
Pont Claude-Brunet
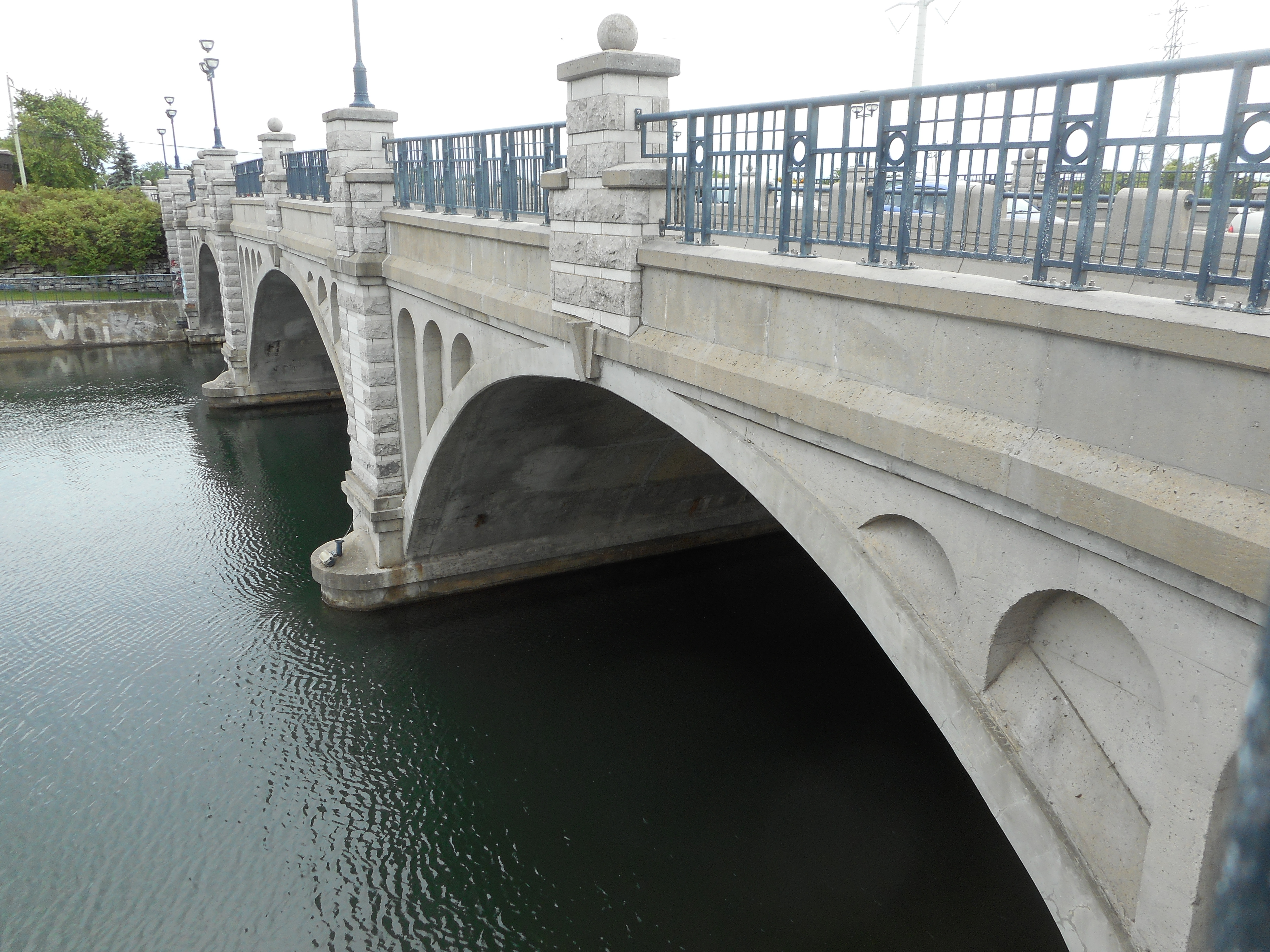
Pont Knox
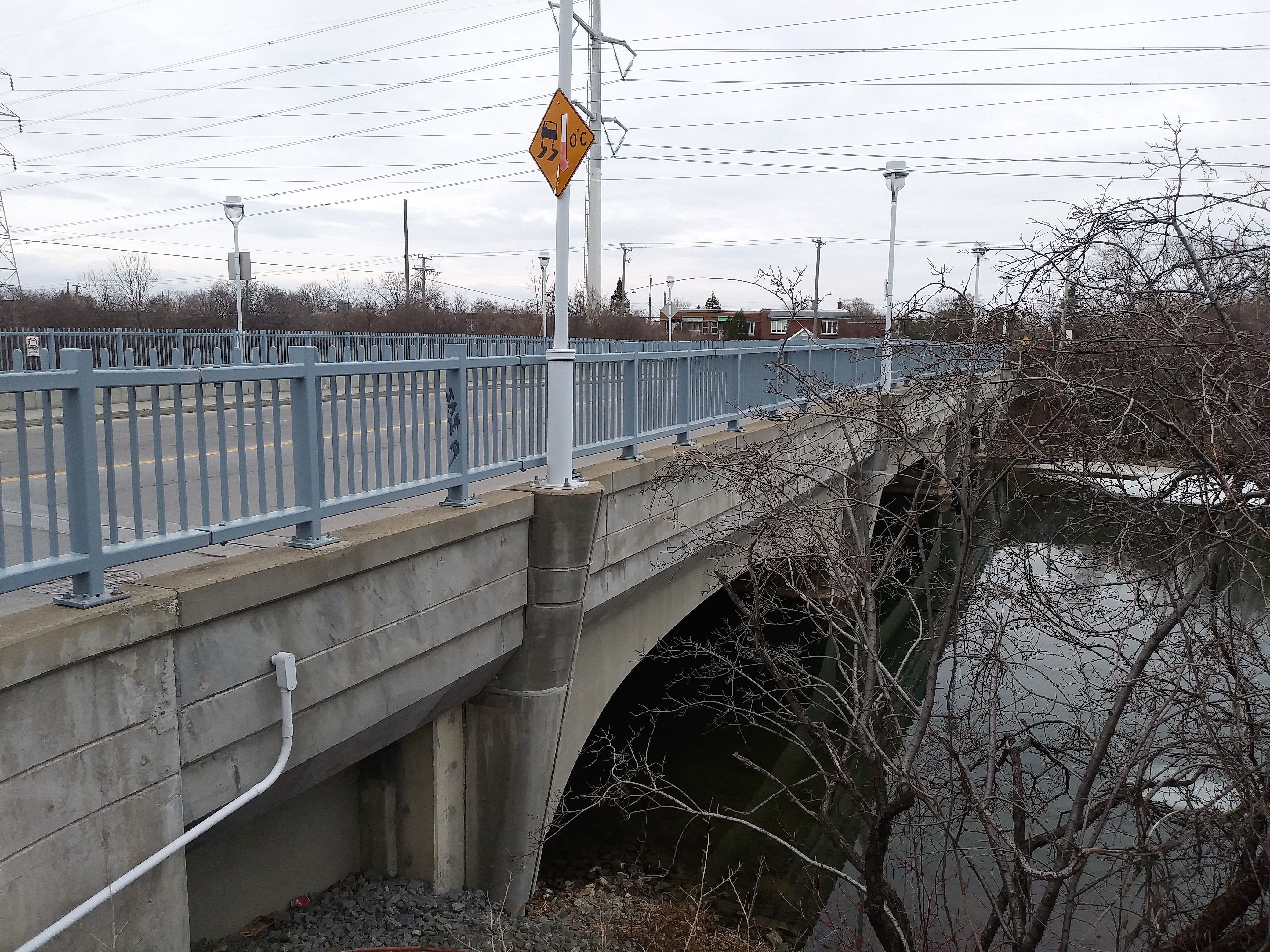
Pont Stephens